# José García Ramos

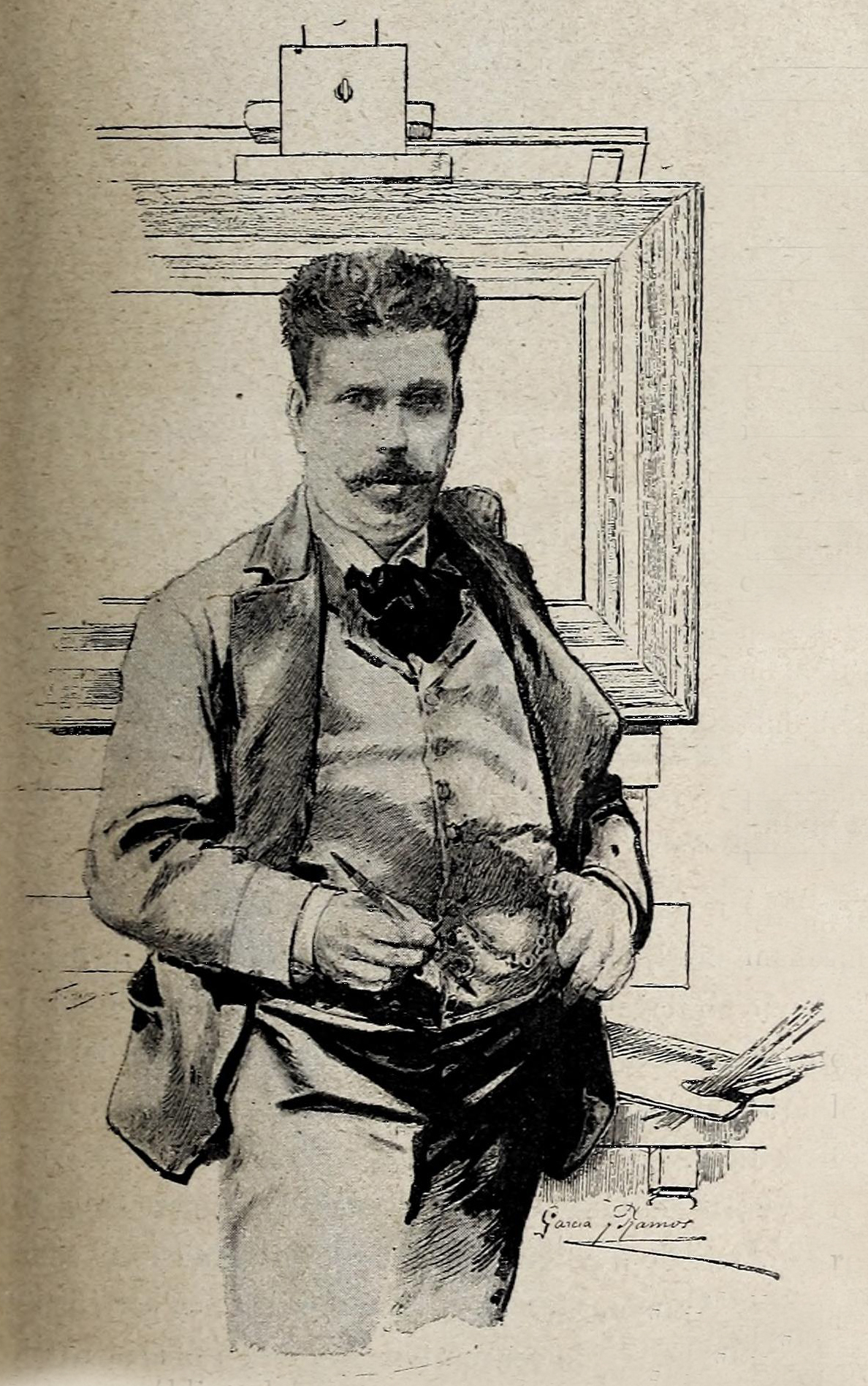
José García Ramos (1894)

José García Ramos (Sevilla, 1852 - aldaar, 1912) was een Spaans kunstschilder.
Op jeugdige leeftijd schreef hij zich in bij de school van het Museo de Bellas Artes de Sevilla en studeerde er onder leiding van José Jiménez Aranda met wie hij in 1872 naar Rome reisde. Daar kwam hij aan de kost met kleine schilderijen met het Andalusisch landschap en personages uit die streek als onderwerp. Hij ontmoette er Marià Fortuny die een grote invloed zou hebben op zijn later werk.
Zijn doeken tonen zijn perfecte techniek, een sterk kleurgebruik en het leven zoals het was op het einde van de 19e eeuw in Sevilla en omgeving.

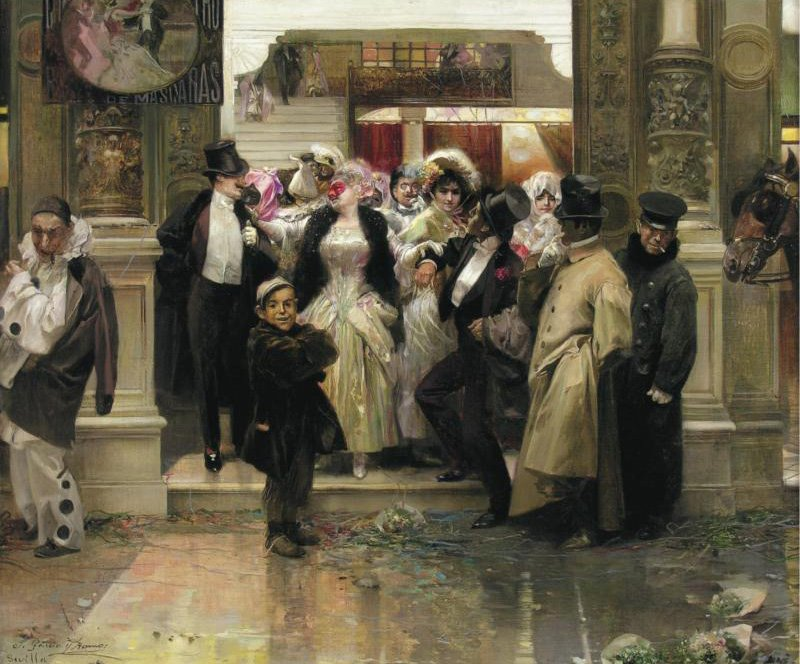
Bij de uitgang van het gemaskerd bal
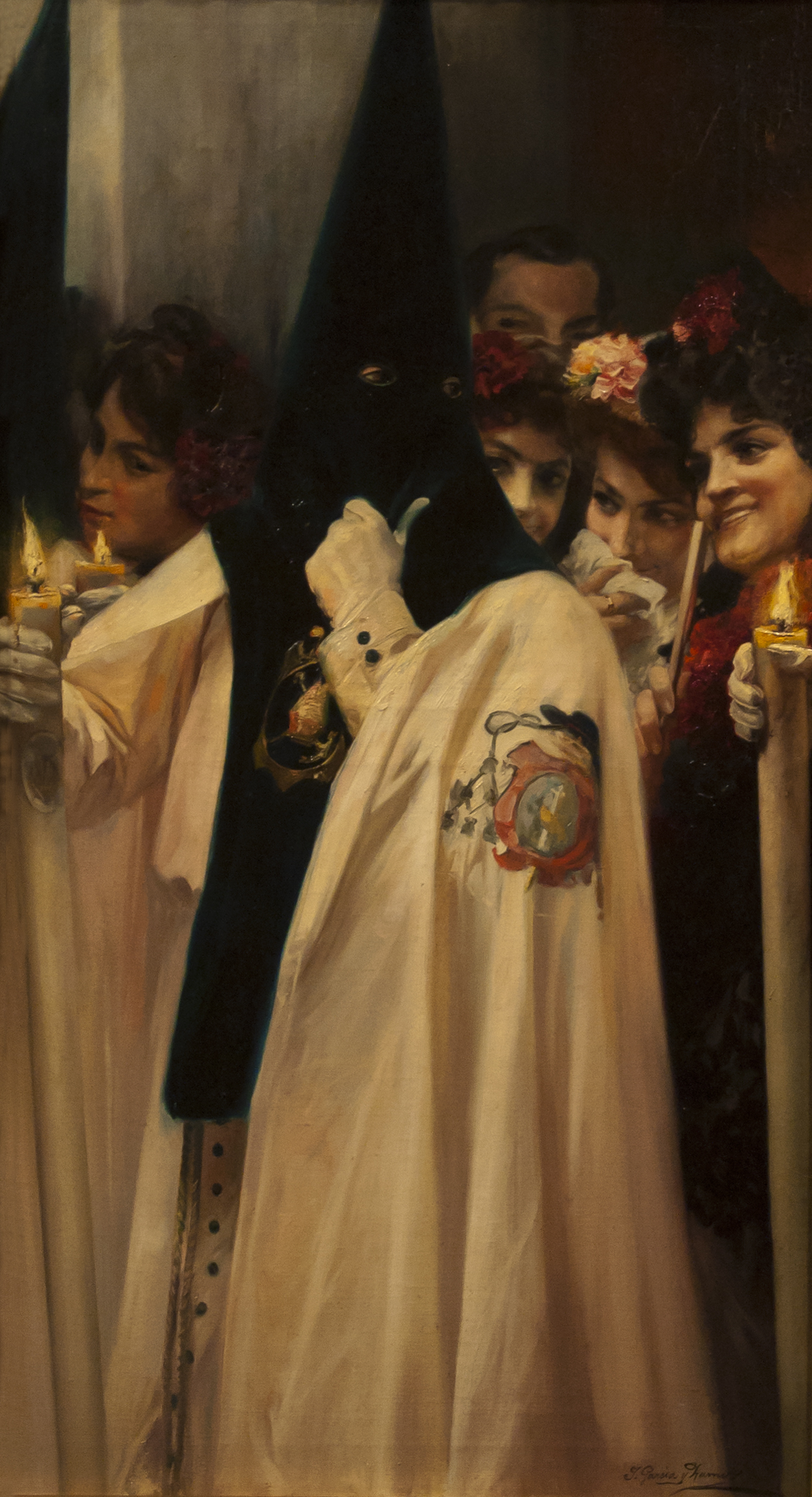
De heilige week in Sevilla in het Museo de Bellas Artes de Sevilla

- Biblioteca Nacional de España: XX880384
- Catàleg d'autoritats de noms i títols de Catalunya: 981058518448106706
- Gemeinsame Normdatei: 1036756734
- International Standard Name Identifier: 0000 0004 1015 0731
- Library of Congress Control Number: no2018047023
- Nationale Bibliotheek van Israël: 987007266985005171
- RKD-Nederlands Instituut voor Kunstgeschiedenis: 30216
- Système universitaire de documentation: 170163148
- Union List of Artist Names: 500030741
- Virtual International Authority File: 304643526